# كادوكاوا دوانغو
شركة كادوكاوا دوانغو (بالإنجليزية: Kadokawa Dwango Corporation)‏ (باليابانية: カドカワ株式会社)، هي شركة يابانية قابضة ، أسست بتاريخ 1945، وكانت تهدف لدعم وتطوير الشركة عن طريق التنكلوجيا الإعلامية وإنتاج الأفلام وصناعة الترفيه، يقع مقرها في العاصمة اليابانية طوكيو.